# Cholet-Pays de Loire 2002
La Cholet-Pays de Loire 2002, venticinquesima edizione della corsa e valida come evento del circuito UCI categoria 1.2, fu disputata il 24 marzo 2002 su un percorso di 202  km. Fu vinta dal francese Jimmy Casper che giunse al traguardo con il tempo di 4h55'23" alla media di 41,031 km/h.
Partenza con 122 ciclisti di cui 88 tagliarono il traguardo.

## Ordine d'arrivo (Top 10)
| Pos. | Corridore        | Squadra         | Tempo    |
| ---- | ---------------- | --------------- | -------- |
| 1    | Jimmy Casper     | Fran. des Jeux  | 4h55'23" |
| 2    | Franck Bouyer    | Bonjour         | s.t.     |
| 3    | Wim Vansevenant  | Palmans         | s.t.     |
| 4    | Chris Peers      | Cofidis         | s.t.     |
| 5    | Björn Leukemans  | Palmans         | s.t.     |
| 6    | Serge Baguet     | Lotto           | s.t.     |
| 7    | Laurent Brochard | Jean Delatour   | a 4"     |
| 8    | Mickaël Pichon   | Bonjour         | a 8"     |
| 9    | Ludovic Capelle  | AG2R Prévoyance | a 10"    |
| 10   | Stéphane Heulot  | Big Mat         | a 13"    |